# Reiulf Steen
Reiulf Steen, född 16 augusti 1933 i Hurum, Buskerud, död 5 juni 2014 i Oslo, var en norsk politiker som representerade Arbeiderpartiet. Han var Arbeiderpartiets ordförande från 1975 till 1981 då han efterträddes av Gro Harlem Brundtland. Han var medlem av partiets centralstyre i tre perioder mellan 1961 och 1990. Under hans tid som partiordförande satt Arbeiderpartiet i regeringsställning, men statsminister var Odvar Nordli. Steen tjänstgjorde som transport- och kommunikationsminister 1972-1973 och som handels- och sjöfartsminister 1979-1981.